# Berger Dorfstraße 50/50a (Mönchengladbach)

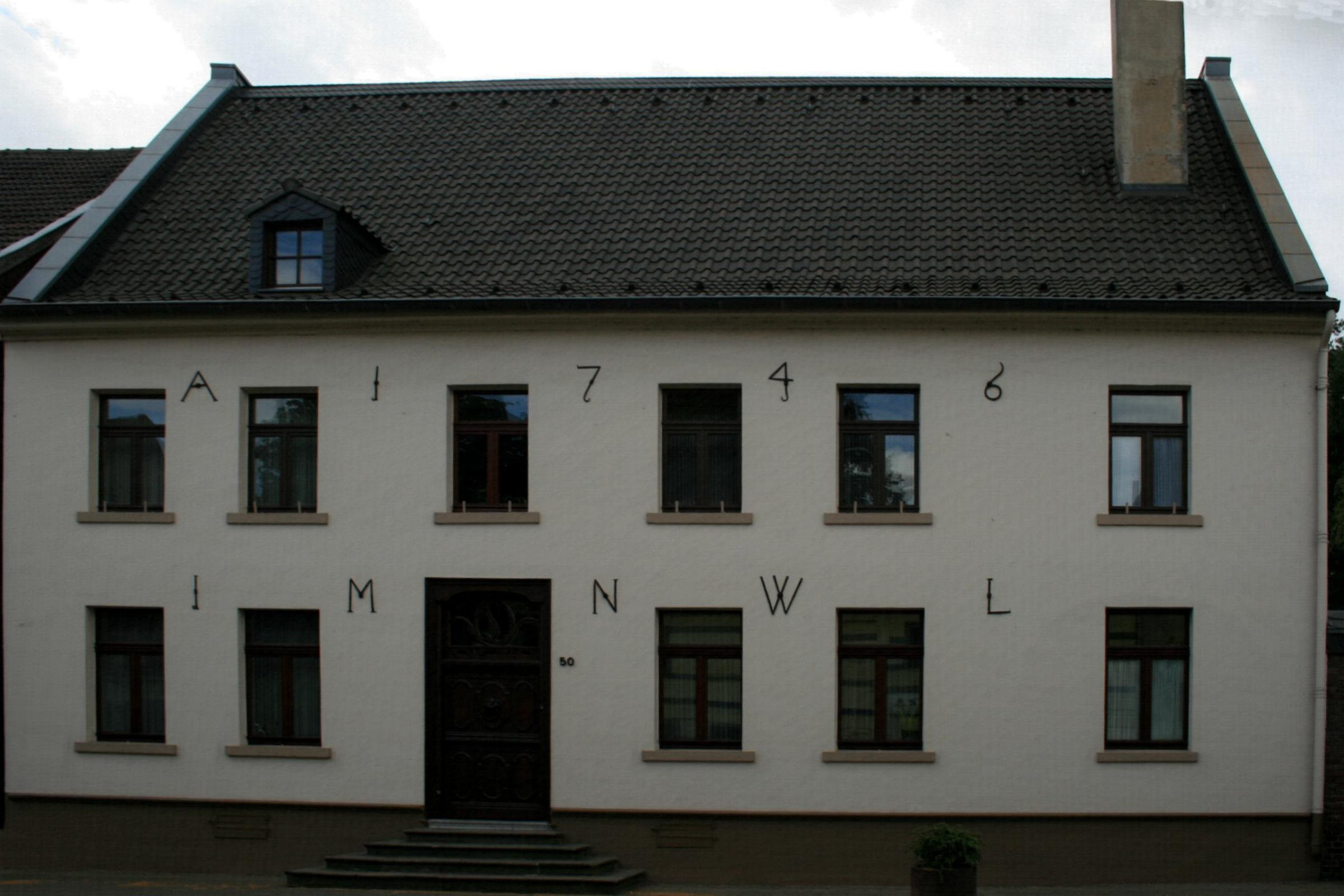
Wohnhaus (2010)

Das Wohnhaus Berger Dorfstraße 50/50a steht im Stadtteil Wickrathberg in Mönchengladbach (Nordrhein-Westfalen).
Das Haus wurde 1746 erbaut. Es ist unter Nr. B 039 am 14. Oktober 1986 in die Denkmalliste der Stadt Mönchengladbach eingetragen worden.

## Architektur
Das Wohnhaus ist ein zweigeschossiges Traufenhaus von sechs Achsen aus Backstein. Das Haus hat ein Satteldach und eine rechtsseitig ursprünglich eine Toreinfahrt, die heute zu einem Fenster vermauert wurde. Die Vorderfront wurde nachträglich verputzt.